# محاكمة رادوفان كاراديتش
المدعي العام ضد رادوفان كاراديتش كان قضية أمام المحكمة الجنائية الدولية ليوغوسلافيا السابقة في لاهاي بهولندا تتعلق بالجرائم التي ارتكبها خلال حرب البوسنة والهرسك رادوفان كاراديتش الرئيس السابق لجمهورية صرب البوسنة. في 24 مارس 2016 أُدين بعشر من 11 تهمة بارتكاب جرائم بما في ذلك جرائم الحرب والإبادة الجماعية والجرائم ضد الإنسانية وحُكم عليه بالسجن 40 عاما. في مارس 2019 تم رفع العقوبة إلى السجن المؤبد.

## الاسم المستعار دابيتش
كان كاراديتش مختبئا تحت الاسم المستعار الدكتور دراغان ديفيد دابيتش يعرض خدماته كطبيب للطب البديل تحت اسم الشركة «طاقة الكم البشرية».
كان قد عاش في شارع يورييا غاغارينا 267 (مجمع 45) في بلغراد الجديدة لمدة 18 شهرا (كان في بلغراد لمدة 3 سنوات باسم «دابيتش») بشعر أبيض طويل ولحية طويلة ونظارات مستعملة. باستخدام بطاقة هوية مزورة والاسم المستعار دراغان دابيتش كان يمارس عمله في عيادة طبية خاصة وتخصص في الطب البديل ويدعي أنه طبيب نفسي وأعصاب.
كان قادرا على التجول بحرية والظهور في الأماكن العامة دون تحديد هويته وقضى أيامه في الكافانا المحلية «لودا كوتشا» يشرب السليفوفيتز ويغني الشعر الشعبي ويلعب غوسلي (أمام صور كاراديتش وملاديتش على الجدران من المقهى). تم صيانة الموقع الإلكتروني لشركة دابيتش www.psy-help-energy.com من قبل زوران بافلوفيتش من بافلوفيتش للاستشارات في بلغراد. عند إجراء مقابلة مع صحيفة بليتش في بلغراد صرح بافلوفيتش أنه التقى بشكل متكرر مع دابيتش لمناقشة الطب البديل والرياضة وأحيانا السياسة دون أدنى شك في هويته الحقيقية. ووصف دابيش بأنه شخص ودود وبليغ شعر بالتعاطف تجاهه.
نشر دابيتش عدة مقالات في مجلة «الحياة الصحية» للطب البديل منذ أكتوبر 2007. تم تقديمه كمستكشف روحي كما ألقى محاضرات تقارن بين تقنيات التأمل التي يمارسها الرهبان الأرثوذكس. في 23 مايو 2008 ألقى دابيتش محاضرة في «المهرجان الثالث للحياة الصحية» حول موضوع «كيف نعتز بطاقات المرء».
أكد محرر صحيفة «أسلوب حياة صحي» غوران كوييتش أن دابيتش ظهر كرجل مثقف للغاية ومتعاطف ويتحدث الصربية دون أي لهجة بوسنية.
صرح وزير الصحة الصربي توميتشا ميلوسافلييفيتش أنه لا يوجد تسجيل لدراغان أو ديفيد دابيتش كطبيب مرخص. جاء الاعتقال قبل يومين فقط من موعد زيارة المدعي العام للمحكمة الجنائية الدولية ليوغوسلافيا السابقة سيرج براميرتز إلى صربيا.

### التهرب من الأسر في النمسا
تهرب كاراديتش من القبض عليه في مايو 2007 في فيينا بالنمسا حيث عاش تحت اسم مستعار آخر وهو بيتار غلوماتش منتحلا دور الموزع الكرواتي للمحاليل والمراهم العشبية. تحدثت إليه الشرطة النمساوية خلال مداهمة تتعلق بقضية قتل لا علاقة لها بالمنطقة التي يعيش فيها كاراديتش لكنها فشلت في التعرف على هويته الحقيقية. كان لديه جواز سفر كرواتي تحت اسم بيتار غلوماتش وادعى أنه موجود في فيينا للتدريب. لم تطرح الشرطة أي أسئلة أخرى ولم تطالب ببصمة أصابعه لأنه بدا هادئا وسرعان ما أجاب على الأسئلة. زعم ابن أخته دراغان كاراديتش في مقابلة مع كورييري ديلا سيرا أن رادوفان كاراديتش قد حضر مباريات كرة القدم في دوري الدرجة الأولى الإيطالي وزار البندقية بهوية مزيفة لبيتار غلوماتش.

## القبض والتسليم
تم اعتقال كاراديتش في 21 يوليو 2008 في بلغراد. ومع ذلك أفادت القناة 4 الإخبارية في المملكة المتحدة أن محامية كاراديتش سفيتا فوياتشيتش ذكرت «أنا متأكدة بنسبة 100٪ أن... رادوفان كاراديتش اعتقل في 18 يوليو في الساعة التاسعة والنصف (في المساء)...» تم رفض هذه الادعاءات من قبل رئيس المجلس الوطني للتعاون مع محكمة لاهاي راسم لياييتش.
أنهى ميلان ديلباريتش قاضي التحقيق في محكمة جرائم الحرب الخاصة بصربيا التحقيق وحكم: "تم استيفاء جميع الشروط لنقله إلى لاهاي لمحاكمته أمام المحكمة الجنائية الدولية ليوغوسلافيا السابقة. ويمكن استئناف القرار في غضون 72 ساعة إلى محكمة الاستئناف وقراره نهائي. تم فحص كارادزيتش من قبل طبيب وسيبقى في وحدة احتجاز خاصة بمحكمة جرائم الحرب في صربيا ريثما يتم نقله إلى محكمة الأمم المتحدة. ذكرت صحيفة ديلي تلغراف أن الجنرال السابق لجيش جمهورية صرب البوسنة راتكو ملاديتش كشف عن مكان وجود كاراديتش لتجنب الملاحقة القضائية في لاهاي. وأفاد أيضا أن ملاديتش بمساعدة شعبه كان يتحدث عن تسليم نفسه.
وقال بيان صادر عن مكتب الرئيس بوريس تاديتش: «تم تحديد مكان رادوفان كاراديتش واعتقاله الليلة [و] قدم إلى قاضي التحقيق بمحكمة جرائم الحرب في بلغراد وفقا لقانون التعاون مع المحكمة الجنائية الدولية يوغوسلافيا السابقة». ونسبت إلى قوات الأمن الصربية الفضل في تحديد موقع كاراديتش واعتقاله دون تقديم أي تفاصيل أخرى عن الظروف. قالت مصادر في الحكومة الصربية لوكالة رويترز للأنباء إنه ظل تحت المراقبة لعدة أسابيع بعد بلاغ من جهاز مخابرات أجنبي.
ونُقل كاراديتش إلى لاهاي إلى عهدة المحكمة الجنائية الدولية ليوغوسلافيا السابقة في 30 يوليو. تم اعتقاله في زنزانة كان يستخدمها سلوبودان ميلوسيفيتش. يقع السجن في جناح منفصل بسجن هولندي بالقرب من منتجع شيفينينغن الساحلي. وحتى تبرئته أو إدانته سيبقى في المركز الذي يضم 84 زنزانة ويحبس مع 37 معتقلا آخرين من حروب البلقان عام 1990. تحتوي كل زنزانة (5.1 متر في 3 أمتار - 17 في 10 أقدام) على دش ومرحاض وحوض غسيل ومكتب. يستمتع النزلاء بأجهزة الكمبيوتر (بدون اتصال بالإنترنت) والقنوات التلفزيونية ولديهم دورات في الفنون أو اللغات أو العلوم وصالة ألعاب رياضية وساحة خارجية ومكتبة وغرفة ترفيه لرمي السهام وتنس الطاولة وألعاب الطاولة المشتركة. لكن بعد الإدانة يقضون عقوبات في دول تطوعت لسجنهم. سيمثل كاراديتش أمام القاضي ألفونس أوري في المحكمة التي حكمت على 56 متهما منذ عام 1993.

## القضية المعروضة على المحكمة الجنائية الدولية ليوغوسلافيا السابقة
كاراديتش يواجه اتهامات في 11 تهمة تتعلق بالإبادة الجماعية وجرائم ضد الإنسانية والانتهاكات الجسيمة لاتفاقية جنيف لدوره في حرب البوسنة والهرسك 1992-1995 وخاصة فيما يتعلق بمذبحة سريبرينيتشا في يوليو 1995.
من خلال دمج لوائح الاتهام لعام 1995 في وثيقة واحدة تم تأكيد لائحة الاتهام الحالية ضد كاراديتش (IT-95-5 / 18) في 31 مايو 2000. وتتضمن على وجه التحديد تهمة انتهاك جسيم لاتفاقيات جنيف لعام 1949 وثلاث تهم انتهاكات لقوانين أو أعراف الحرب وتهمتان بالإبادة الجماعية وخمس تهم بارتكاب جرائم ضد الإنسانية.
أعلن كاراديتش أنه سيمثل نفسه أثناء المحاكمة. في حالة إدانته يمكن أن تكون عقوبته هي الأطول التي تصدرها المحكمة وتتجاوز 40 عاما والتي تصل في الممارسة العملية إلى عقوبة السجن مدى الحياة. ومن المتوقع أن يُحاكم كارادزيتش أمام هيئة مؤلفة من ثلاثة قضاة في محكمة علنية بتأخير تسجيل الشريط وستكون الإجراءات باللغة الإنجليزية مع الترجمة الصربية. تم تعيين القاضي ألفونس أوري (هولندا) لإجراء مقابلة أولى مع كاراديتش في 31 يوليو بغرض إثبات ما إذا كان يفهم التهم الموجهة إليه. كما سيقدم أوري فرصة أولى لكاراديتش للاعتراف بأنه «مذنب» أو «غير مذنب» في كل من التهم الـ 11. كاراديتش له الحرية في تأخير إقراره لمدة 30 يوما وبعد ذلك سيتم تلقائيا إدخال كلمة «غير مذنب» نيابة عنه في حالة عدم وجود إقرار «بالذنب».
ادعى أن هناك مؤامرة ضده ورفض الإقرار بالذنب لذلك قدمت المحكمة إقرارا بالبراءة نيابة عنه في جميع التهم ال11. ورفضت المحكمة التي يرأسها القاضي الإسكتلندي إيان بونومي بصفتها «محكمة حلف شمال الاطلسي» متنكرة في هيئة محكمة للمجتمع الدولي. يصر كارادزيتش على الدفاع عن نفسه (كما يحق له بموجب قواعد محكمة الأمم المتحدة) بينما يقوم في نفس الوقت بتشكيل فريق من المستشارين بقيادة مستشاره القانوني بيتر روبنسون من الولايات المتحدة. حث القاضي بونومي كاراديتش على تعيين محام وحدد 20 يناير موعدا مؤقتا لمؤتمر الوضع الجديد.
في 3 سبتمبر 2010 حذر القضاة من أن محاكمة كاراديتش قد تستغرق عامين أطول مما كان متوقعا وتمتد إلى عام 2014 إذا لم يسرع المدعون العامون وكارادجيتش القضية.
في 14 فبراير 2016 أعلنت المحكمة الجنائية الدولية ليوغوسلافيا السابقة أن الحكم في القضية سيصدر في 24 مارس 2016.

### صفقة كاراديتش هولبروك المزعومة
وفي 31 يوليو 2008 تمت تلاوة ملخص التهم أمام المحكمة. أجل كاراديتش مرافعته حتى 29 أغسطس 2008 بسبب حقيقة أنه يجري إعداد لائحة اتهام معدلة. وقال كاراديتش إنه سيقدم مرافعته للتهم في 29 أغسطس. خلال جلسة الاستماع الأولى صرح كاراديتش أن مادلين أولبرايت إلى جانب ريتشارد هولبروك عرضا عليه صفقة تسمح له بعدم محاكمته على جرائم الحرب إذا اختفى من الحياة العامة والسياسة. وبحسب كارادزيتش عرضت عليه أولبرايت الابتعاد عن الطريق والذهاب إلى روسيا أو اليونان أو صربيا وفتح عيادة خاصة أو على الأقل الذهاب إلى بييلينا في شمال شرق البوسنة والهرسك. وقال أيضا إن هولبروك أو أولبرايت يودان رؤيته يختفي وأعرب عن خوفه على حياته بقوله «لا أعرف كم طول ذراع السيد هولبروك أو السيدة أولبرايت... أو ما إذا كان هذا الذراع يمكنه الوصول إلي هنا». أنكر ريتشارد هولبروك مثل هذه الادعاءات ووصفها بالكذب في مقابلة مع شبيجل بعد فترة وجيزة من اعتقال كارادزيتش لكن محمد شاكر بيه وزير الخارجية البوسني في ذلك الوقت قال إن صفقة كارادزيتش وهولبروك التي تم إبرامها في يوليو 1996 كانت موجودة بالفعل وزعم وزير خارجية صرب البوسنة والهرسك الأسبق ألكسا بوها أنه شهد على الاتفاقية التي تم إبرامها خلال الليل بين 18 و 19 يوليو 1996. كما تم التحقيق في مزاعم مثل هذه الصفقة من قبل الصحفيين قبل القبض على كاراديتش ومحاكمته.
بعد بث هذه المزاعم دوليا زعمت صحيفة بليتش الصربية أن كاراديتش كان تحت حماية الولايات المتحدة مقابل عدم لفت الأنظار وعدم مشاركته في السياسة نقلا عن «مصدر استخباراتي أمريكي» قوله إن الحماية انتهت في عام 2000 عندما اعترضت وكالة المخابرات المركزية مكالمة هاتفية مع كاراديتش أصبح من الواضح أن كاراديتش ترأس اجتماعا لحزبه السياسي القديم. ذكرت صحيفة كاثيميريني اليونانية في 6 أغسطس 2008 أنه وفقا لإحدى الصحف الصربية كتب مسؤول محكمة سابق كتابا يدعي أن الولايات المتحدة ودول غربية أخرى لديها صفقة مع كاراديتش وحمايته من الاعتقال وقال دبلوماسي أمريكي لكارادزيتش ذلك يمكنه الاختباء في قاعدة الناتو.

### اقتراح عدم الأهلية
في رسالة مؤرخة في 15 أغسطس 2008 إلى فاوستو بوكار رئيس محكمة لاهاي تحرك كاراديتش لاستبعاد القاضي الهولندي ألفونس أوري واستبداله على أساس المصلحة «الشخصية» والتحيز لإدانته من أجل تعزيز وتبرير «المتشدد» الجمل في قضايا سابقة للمحكمة الجنائية الدولية ليوغوسلافيا السابقة ضد قادة صرب البوسنة والهرسك السابقين: «من الواضح أنه لا يمكن أن يكون هناك أي سؤال حول الحياد من جانب [القاضي أوري]. سيكون الآن حريصا على أن يكون هذا الحكم مؤيدا ومصدقا بطريقة ما وهو ما يمكن تحقيقه من خلال: من بين أمور أخرى السلوك المتحيز للقضية ضدي». كما طلب كاراديتش استبدال القضاة الآخرين في دائرة أوري. ثالثا: ليس للمحكمة هيئة محلفين.
استبدل رئيس محكمة لاهاي فاوستو بوكار هيئة القضاة بأكملها في 21 أغسطس 2008. وسيكون الرئيس الجديد باتريك ليبتون روبنسون.

### التنصت
في عام 2009 قدم الادعاء مكالمات مسجلة ونصوص خطب كاراديتش السياسية. ونُقل عن كارادزيتش قوله: «ستكون سراييفو مرجلا أسود حيث سيموت المسلمون» وأنهم «سيختفون وسيختفي الناس من على وجه الأرض». وفي تقرير آخر نُقل عن كاراديتش قوله إنه «سيُطلب من أوروبا أن تمضي قدما وألا تعود حتى تنتهي المهمة».

### جلسات الاستماع
بدأ الادعاء مرافعته في 13 أبريل 2010 وأكملها في 25 مايو 2012. أدى اكتشاف أكثر من 300 جثة لم تكن معروفة من قبل في مقبرة جماعية بمنجم توماشيكا بالقرب من برييدور في سبتمبر 2013 إلى موجة من الطلبات التي انتهت برفض المحكمة إعادة فتح أدلة النيابة العامة. بدأ الدفاع مرافعته في 16 أكتوبر 2012 وأكملها في مارس 2014. قرر كاراديتش عدم الإدلاء بشهادته.